# Madonna del Magnificat
Madonna del Magnificat, je název obrazu italského rensančního malíře Sandra Botticelliho.
V 15. století byly velmi rozšířené a oblíbené tzv. Tonda, obrazy malované do kruhu. Sloužily k výzdobě nejen soukromých obydlí, ale např. i cechovní domů. Botticelli vytvořil několik takových obrazů, převážně s motivem Panny Marie s dítětem.
Uvedený obraz vytvořil umělec v letech 1480 - 1481, kdy lze hovořit o počátku jeho umělecké dráhy jako vyzrálého malíře. A dodnes je považován za jeden z jeho nejslavnějších obrazů Madon.
Dílo zachycuje Pannu Marii s Ježíškem na klíně při psaní. Dopisuje poslední řádky knihy, kterou jí přidržují dva andělé. Dva krajní andělé přidržují nad Mariinou hlavou korunu. Botticelli se zde projevil jako mistr detailu, díky čemuž můžeme identifikovat text v knize. Jde o hymnus kněze Zachariáše, píseň o narození jeho syna sv. Jana Křtitele. Na pravé straně můžeme přečíst první slova Magnificat, chvalozpěvu Panny Marie, podle kterého dostal obraz své pojmenování.
Obraz je nepřímou oslavou Botticelliho rodného města, protože svatý Jan Křtitel byl hlavním patronem Florencie.
Na obraze Madonna del Magnificat je mnoho zlata, v Botticelliho době nejdražšího malířského materiálu, který umělec použil při malování tohoto obrazu. Objevuje se jako okrasa na šatech, v paprscích Božího světla, koruně Panny Marie, ale i ve vlasech postav.